# 马尔比松
马尔比松（法語：Malbuisson，法語發音：[malbɥisɔ̃]）是法国杜省的一个市镇，属于蓬塔利耶区。

## 地理
马尔比松（46°47'53"N, 6°18'12"E）面积6.6 平方千米，位于法国勃艮第-弗朗什-孔泰大區杜省，该省份为法国东部内陆省份，北起上索恩省，西接汝拉省，东部及东南部与瑞士接壤，东北部与贝尔福地区省接壤。
与马尔比松接壤的市镇（或旧市镇、城区）包括：图永和卢特莱、蒙佩勒、圣安托万、圣普安拉克、拉贝热芒圣玛丽。

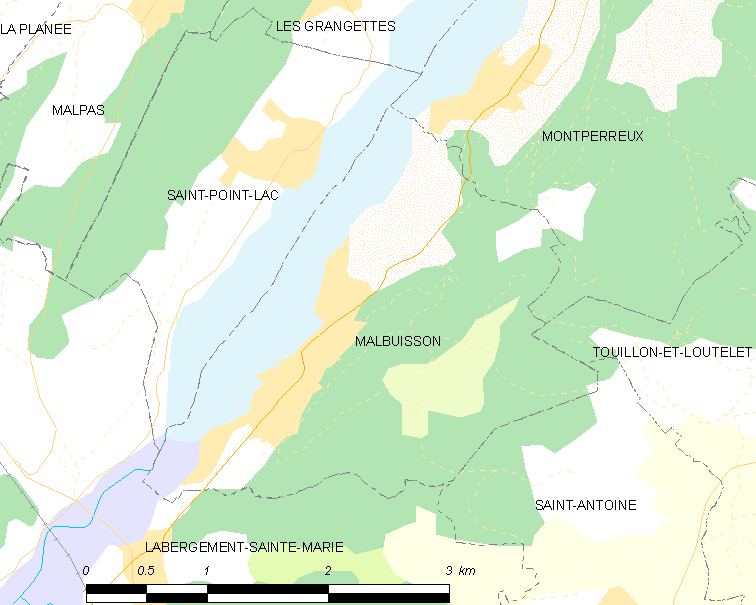
马尔比松的OSM定位图

马尔比松的时区为UTC+01:00、UTC+02:00（夏令时）。

## 行政
马尔比松的邮政编码为25160，INSEE市镇编码为25361。

## 政治
马尔比松所属的省级选区为弗拉讷县。

## 人口

1962-2008年间马尔比松人口变化图示

马尔比松于2022年1月1日时的人口数量为883人。